# Coyote Acres
Coyote Acres ist ein Census-designated place (CDP) im Jim Wells County, Texas in den Vereinigten Staaten. Das U.S. Census Bureau hat bei der Volkszählung 2020 eine Einwohnerzahl von 570 ermittelt.

## Geografie
Dem United States Census Bureau zufolge hat der CDP eine Gesamtfläche von 13,2 km².

## Unterricht
Coyote Acres wird vom Alice Independent School District bedient.

## Demografie
Laut der Volkszählung aus dem Jahr 2000 gab es im CDP 389 Einwohner, 109 Haushalte und 92 Familien, die im CDP ansässig waren. Die Bevölkerungsdichte betrug 29,4 Einwohner pro Quadratkilometer. Der Median des Einkommen je Haushalt lag bei US$ 19.250, der Median des Einkommens einer Familie bei US$ 14.083. Das Pro-Kopf-Einkommen liegt bei 6709 US-Dollar. 57,3 % der Einwohner und 45,8 % der Familien leben unterhalb der Armutsgrenze. Das Durchschnittsalter beträgt 26 Jahre.
Von den 109 Haushalten hatten 45,9 % Kinder unter 18 Jahre, die im Haushalt lebten.